# Lacrymaria (Wimpertierchen)
Lacrymaria ist eine Gattung von einzelligen Wimpertierchen; ihre bekannteste Art und Typusart ist Lacrymaria olor, englisch auch Tear of Swan ‚Träne des Schwans‘ genannt.
Sie wurde 1824 von Bory de St. Vincent erstbeschrieben und ist zu unterscheiden von der gleichnamigen Pilzgattung Lacrymaria Patouillard 1887 (Saumpilze).

## Beschreibung
Die Körperform der Mitglieder der Wimpertierchen-Gattung Lacrymaria variiert ist infolge Kontraktilität von eiförmig über zylindrisch bis hin zu flaschenförmig mit einer langen vorderen, ausfahrbaren Halsregion, die eine Art Rüssel bildet. Dieses Gebilde besteht aus einer apikalen (an der Spitze befindlichen) unbewimperten Zone, sie kennzeichnet den Bereich, der eine temporäre Mundöffnung tragen kann.
Die halsnahe Zone ist mit langen Flimmerhärchen (Zilien) bewimpert, die aus vielen kurzen, schrägen Kinetien (Zilienreihen) hervorgehen.
Das hintere Ende der Zelle kann breit abgerundet sein oder sich zu einer stumpfen Spitze verengen.
Die Zelle ist vollständig von gleichförmigen Flimmerhärchen bedeckt, diese sind kürzer als die Flimmerhärchen am Rüssel/Hals und gehen aus länglichen oder spiralförmigen Kinetien hervor.
Die somatischen Kinetosomen (Kinetosomen des eigentlichen Zellkörpers) können bei einigen Arten am vorderen Ende des Körpers gepaart sein.
Es gibt einen ein- oder zweiteiligen Makronucleus (selten mehr Teile).
Eine kontraktile Vakuole befindet sich in der hinteren Körperregion.

## Artenliste
Die Gattung Lacrymaria  umfasst eine Reihe von Arten, die alle in marinen Umgebungen vorkommen. Die folgende auszugsweise Liste nach der Taxonomie des National Center for Biotechnology Information (NCBI) und der World Register of Marine Species (WoRMS) hat Stand 25. Dezember 2024.
- Lacrymaria acuta Kahl, 1933(W)
- Lacrymaria balechi (Dragesco, 1954) Dragesco, 1960(W)
- Lacrymaria binucleata Song & Wilbert, 1989(W)
- Lacrymaria caudata Kahl, 1932(W)
- Lacrymaria cohni Kent, 1881(W)
- Lacrymaria conifera Burkovsky, 1970(W)
- Lacrymaria coronata Claparède & Lachmann, 1858(W) [Phialina coronata]
- Lacrymaria cucumis Penard, 1922(W) [Lacrymaria putrina Kahl, 1926(W)]
- Lacrymaria delamarei  Dragesco, 1954(W)
- Lacrymaria kahli (Dragesco, 1954) Dragesco, 1960(W)
- Lacrymaria lagenula Claparède & Lachmann, 1858(W)
- Lacrymaria marina Kahl, 1933(N,W)
- Lacrymaria maurea Dragesco, 1965(N,W)
- Lacrymaria minima Kahl, 1927(W)
- Lacrymaria minuta Dragesco, 1963(W) [Lacrymaria ovata Burkovsky, 1970(W)]
- Lacrymaria olor O. F. Müller 1776/1786, Bory de Saint-Vincent, 1824(N,W)[7] (Typusart[7])
- Lacrymaria pupula O. F. Müller, 1786(W)
- Lacrymaria rotundata (Dragesco, 1954) Dragesco, 1960(W)
- Lacrymaria salinarum Kahl, 1928(W)
- Lacrymaria sapropelica Kahl, 1927(W)
- Lacrymaria trichocystus Dragesco, 1954(W)[8]
- Lacrymaria versatilis Quennerstedt, 1867(W)
- Lacrymaria sp. FG-2017a(N)

(N) – Taxonomie des NCBI
(W) – WoRMS

## Bildergalerie

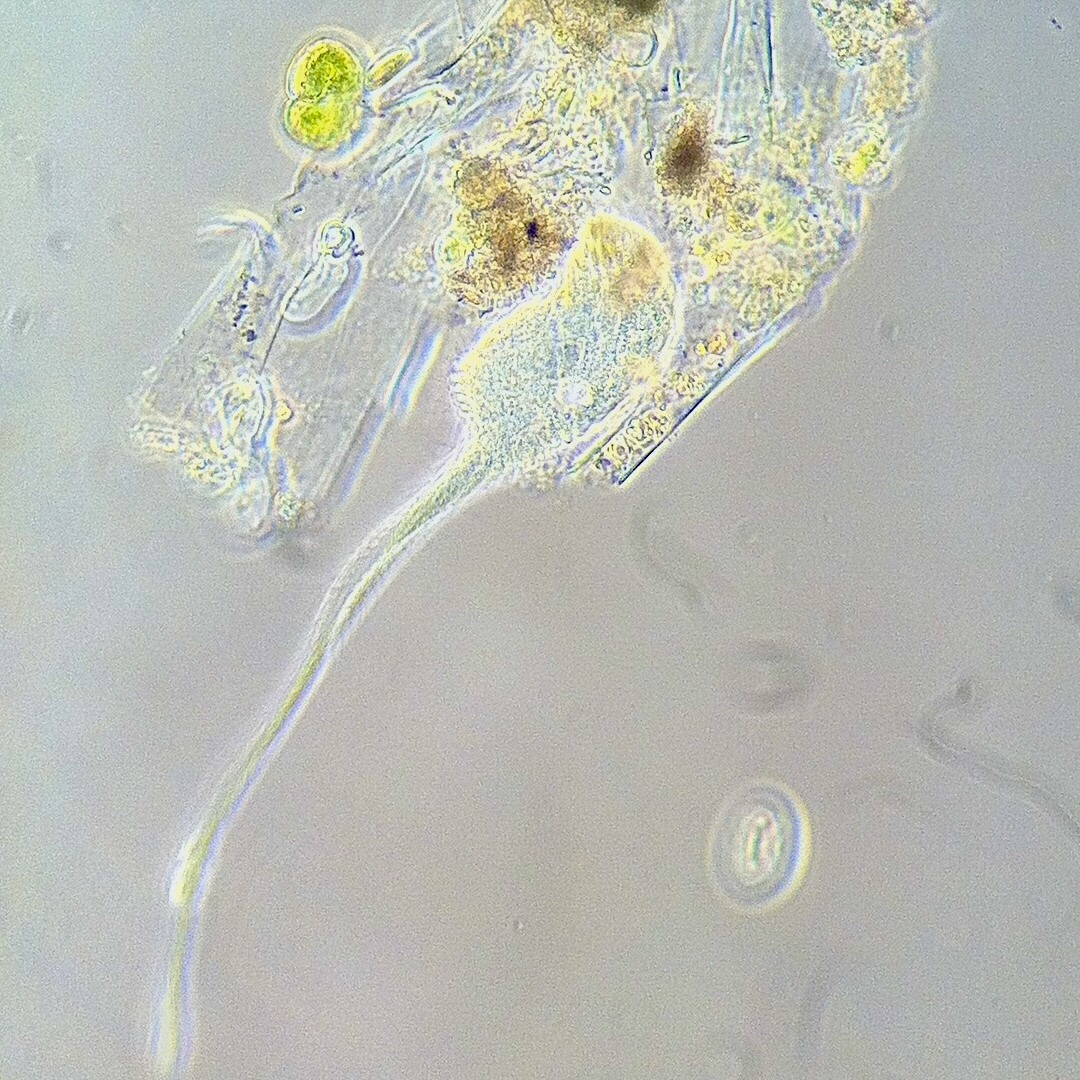
Lacrymaria olor im Debris[A. 1] wühlend mit ausgefahrenem „Rüssel“
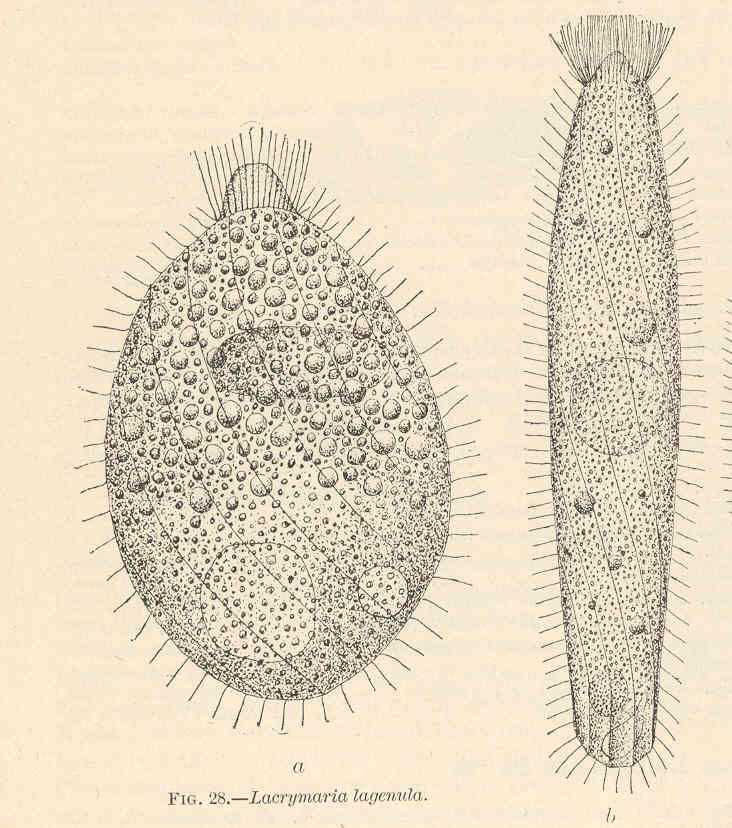
Lacrymaria lagenula
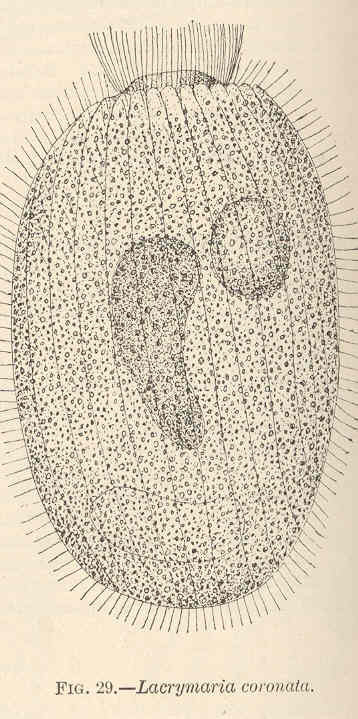
L. coronata